# AK Большого Пса
AK Большого Пса (лат. AK Canis Majoris) — двойная затменная переменная звезда типа Алголя (EA) в созвездии Большого Пса на расстоянии приблизительно 4750 световых лет (около 1457 парсеков) от Солнца. Видимая звёздная величина звезды — от +14,1m до +13,1m. Орбитальный период — около 1,8082 суток.